# Canton d'Albi-Ouest
Le canton d'Albi-Ouest est une ancienne division administrative française, située dans le département du Tarn en région Midi-Pyrénées.

## Géographie
Ce canton était organisé autour d'Albi dans l'arrondissement homonyme. Son altitude variait de 130 à 308 m à Albi, avec une moyenne de 164 m.

## Histoire
Le canton est supprimé par le décret du 17 février 2014 qui entre en vigueur lors des élections départementales de mars 2015.

## Représentation
| Période | Période | Identité      | Étiquette | Qualité                                                             |
| ------- | ------- | ------------- | --------- | ------------------------------------------------------------------- |
| 1995    | 2015    | Jacques Valax | PS        | Avocat Député du Tarn (2007-2017) Vice-président du conseil général |

## Composition
Le canton d'Albi-Ouest comprenait trois communes et comptait 10 513 habitants, selon la population municipale au 1er janvier 2012.
| Communes         | Population (2012) | Code postal | Code Insee |
| ---------------- | ----------------- | ----------- | ---------- |
| Albi             | 6 451 (1)         | 81000       | 81004      |
| Marssac-sur-Tarn | 2 988             | 81150       | 81156      |
| Terssac          | 1 074             | 81150       | 81297      |

(1) fraction de commune.

## Démographie
| 1962 | 1968 | 1975 | 1982 | 1990 | 1999  | 2006   | 2012   |
| ---- | ---- | ---- | ---- | ---- | ----- | ------ | ------ |
| -    | -    | -    | -    | -    | 9 836 | 10 838 | 10 513 |